# Брус Дејвисон
Брус Ален Дејвисон (енгл. Bruce Allen Davison; рођен 28. јуна 1946. у Филаделфија, Пенсилванија), амерички је филмски и ТВ глумац.
Његова уметничка каријера започела је касних шездесетих када је дебитовао на биоскопском платну драмским филмом Прошло лето (1969). Међу његовим најзначајнијим филмовима су: Шпијуни попут нас (1985), Икс-мен (2000), Кратки резови (1993), Вештице из Салема (1996),  Савршени ученик (1998), Одбегла порота (2003) и Икс-мен 2 (2003). Био је номинован за Оскара као најбољи споредни глумац, и освојио је награду Златни глобус за најбољу изведбу, а једном је освојио награду Златни глобус 1994. за филм Кратки резови.